# Aarhus Bryghus
Aarhus Bryghus er et dansk mikrobryggeri beliggende i Viby J syd for Aarhus centrum. Bryggeriet blev startet i 2005 af den tidligere produktudviklingschef ved Royal Unibrew, Niels F. Buchwald, som opsagde sit job for at åbne eget bryggeri. Øllet forhandles primært i Dansk Supermarkeds butikker i hele landet.